# Jacob van Spreeuwen
Jacob van Spreeuwen (* 1611 in Leiden; † 1658 oder später) war ein holländischer Maler.
Jacob van Spreeuwen ist ein wenig bekannter Maler aus dem Rembrandt-Umkreis. In der älteren Literatur wird er häufig als Lehrling Rembrandts bezeichnet, was von der modernen Forschung allerdings für wenig wahrscheinlich gehalten wird. Zwar zeigen seine Werke durchaus stilistische Elemente, die an Rembrandt erinnern, doch erreichen sie nicht annähernd dessen gestalterische Stärke. Sollte er bei Rembrandt gearbeitet haben, wird dies für die Jahre 1630/31 vermutet. Ab den 40er Jahren scheint sich Spreeuwen mehr an Gerard Dou orientiert zu haben denn von diesem Zeitpunkt an spezialisierte er sich auf Genredarstellungen in dessen Art. Mit dieser Anlehnung an Dou gewinnen seine Werke sichtlich an Qualität.

## Ausgewählte Werke
- Berlin, Jagdschloss Grunewald 
  - Alter Mann. (zugeschrieben)
- Krakau, Nationalmuseum in Krakau
  - Gelehrter in seinem Studierzimmer.
- Leerdam, Hofje van Mevrouw van Aerden
  - Seifenblasender Mann am Fenster.
- Leiden, Museum De Lakenhal 
  - Interieur mit alter Frau und Kind.
- Leipzig, Museum der bildenden Künste
  - Der Geograph.
- Paris, Louvre
  - Gelehrter in seinem Studierzimmer.
- Raleigh, North Carolina Museum of Art
  - Gelehrter und ein Besucher. um 1645 – 1649
- Verbleib unbekannt
  - Interieur mit älterem Paar und Vanitassymbolen. um 1640 (am 13. Mai 2002 bei Substas Segre in Madrid versteigert)
  - Der heilige Hieronymus betet in seiner Grotte. 1647 (am 29. Oktober 1997 bei Christie’s in London versteigert)
  - Kücheninterieur mit ruhender Frau. um 1650 (am 19. Februar 1992 bei Christie’s in Amsterdam versteigert)
  - Alte Frau an einem Tisch mit Büchern. (am 18. Februar 1998 bei Christie’s in London versteigert)
  - Mann in einem orientalischen Kostüm an einem Tisch sitzend. (am 18. Februar 1998 bei Christie’s in London versteigert)
  - Bildnis eines alten Mannes mit Turban. (zugeschrieben – am 16. Dezember 1999 bei Christie’s in London versteigert)
  - Betender Eremit. (zugeschrieben – am 19. April 2005 bei Sotheby’s in London versteigert)